# Hungerfordia ringens
Hungerfordia ringens es una especie de molusco gasterópodo terrestre de la familia Diplommatinidae en el orden de los Mesogastropoda.

## Distribución geográfica
Es endémica de Palaos.

## Estado de conservación
Se encuentra amenazada de extinción por la pérdida de su hábitat natural.